# 日本の企業一覧 (小売業)
日本の企業一覧 (小売業)（にほんのきぎょういちらん こうりぎょう）は、日本の証券取引所上場企業の内、小売業に分類される企業の一覧。2005年4月時点で、証券取引所上場企業のうち小売業に分類される企業は369社である。
なお、小売業に分類される企業には、一般消費者への物販小売も含む。外食産業は当該項目へ。
| 目次 | 目次 | 目次 | 目次 | 目次 | 目次 | 目次 | 目次 | 目次 | 目次 | 目次 |
| ---- | ---- | ---- | ---- | ---- | ---- | ---- | ---- | ---- | ---- | ---- |
| わ   | ら   | や   | ま   | は   |      | な   | た   | さ   | か   | あ   |
|      | り   |      | み   | ひ   |      | に   | ち   | し   | き   | い   |
| を   | る   | ゆ   | む   | ふ   |      | ぬ   | つ   | す   | く   | う   |
|      | れ   |      | め   | へ   |      | ね   | て   | せ   | け   | え   |
| ん   | ろ   | よ   | も   | ほ   |      | の   | と   | そ   | こ   | お   |

## 収録企業
- 小売業に分類される上場および未上場の主要企業を収録。上場企業は証券コードを加えている。
- 他業種の一覧と合わせるため、順序は業種にかかわらず社名の50音順。「株式会社」は省略。
- 社名の後に、【 】内に業種細分や販売品目などの補足をした。
  - （注）地場企業を中心に一部ずれている可能性があるので、より詳しい方による補足をお願いしたい。

## あ
- 安楽亭（東証スタンダード・7562）【焼肉ファミリーレストラン】
- 味の民芸フードサービス【和食レストラン「味の民芸」】
- アトム（東証スタンダード・7412）【回転寿司チェーン】
- あみやき亭（東証プライム・2753）【焼肉ファミリーレストラン】
- アンドモワ【「竹取御殿」「柚庵」等の個室居酒屋】
- アークランズ（東証プライム・9842）【ホームセンター「ホームセンタームサシ」】
  - アークランドサービスホールディングス（東証プライム・3085）【持株会社】
    - かつや【とんかつ「かつや」】
- アースインフィニティ（東証スタンダード・7692）
- RHトラベラー【旅行者向け海外土産のカタログ販売】
- アールオーエヌ【通販】
- アールビバン（東証スタンダード・7523）【複製版画の販売】
- アートプラス
- アールシー・ジャパン
- R1タカハシ
- アイアグリ
- アイエーグループ（東証スタンダード・7509）【持株会社】
  - アイエー【オートバックスの神奈川におけるフランチャイジー】
  - アルカンシエル【ゲストハウスウエディング】
  - アイディーエム【不動産販売管理】
- 愛眼（東証スタンダード・9854）【メガネ販売】
- IKホールディングス（東証スタンダード・2722）【通販】
- ICDAホールディングス（東証スタンダード・3184）【持株会社】
  - ホンダ四輪販売三重北【ホンダの三重におけるディーラー】
  - オートモール【輸入車の新車ディーラー・中古車販売】
  - マーク・コーポレーション【自動車リサイクル】
- アイシービーアイワイジャパン
- アインホールディングス（東証プライム・9627）【持株会社】
  - アインファーマシーズ【調剤薬局】
    - アインメディカルシステムズ【アインファーマシーズと丸紅との合弁による調剤薬局】
- アイエスエフネットライフ
- 愛三電機
- アイソン
- AOKIホールディングス（東証プライム・8214）【持株会社】
  - AOKI【紳士服販売「AOKI」】
  - 快活フロンティア（JASDAQ・2387）【カラオケボックス「コート・ダジュール」・複合カフェ「快活CLUB」・フィットネスクラブ「快活フィットネスCLUB」】
  - アニヴェルセル（JASDAQ・2465）【結婚式場「アニヴェルセル」】
- アオキーズ・ピザ【宅配ピザ】
- 青木商店 (果物店)
- 青山商事（東証プライム・8219）【紳士服販売「洋服の青山」】
- 赤ちゃん本舗【ベビー用品】
- あかのれん【衣料品販売】
- アクサスホールディングス（東証スタンダード・3536）
  - アクサス【ドラッグストア】
  - 雑貨屋ブルドッグ【アクセサリー販売】
- アクティヴジャパン
- あさくま（東証スタンダード・7678）
- あさひ（東証プライム・3333）【自転車販売】
- 旭屋書店【書籍】
- アサヒブロイラー
- 朝日屋 (三重県)
- アシードホールディングス（東証スタンダード・9959）【持株会社】
  - アシード【飲料自動販売機オペレータ】
  - 宝積飲料【清涼飲料水の企画開発・製造・販売】
- アスターコーポレーション
- アスクル（東証プライム・2678）【事務用品通販】
- アダストリア（旧・アダストリアホールディングス）（東証プライム・2685）【婦人服】
- アダチムセン
- アタリー
- アッシュペーフランス
- アップガレージ（東証マザーズ・3311）【中古自動車用品・中古バイクの販売】
- アップル【中古自動車販売】
- あなたの幸せが私の幸せ【携帯電話の販売】
- アニメイト
- アプライド（東証スタンダード・3020）
- アペックス (企業)
- 阿部弥太郎商店
- アポロ・インベストメント → ステラ・グループ
- Amazon.co.jp
- AmidAホールディングス
- アミング
- ありがとうサービス
- アルビス（東証プライム・7475）
- アルペン（東証プライム・3028）【スポーツ用品店】
- アルカ (靴屋)
- アルゴ (新潟県の企業)

## い
- 石長
- 壱番屋（東証プライム / 名証プレミア・7630）【カレー屋「coco壱番屋」】
- E☆イヤホン
- いちたかガスワン【ガソリンスタンドチェーン】
- 一や（旧・イチヤ）【衣料品販売】
- 一條
- いつも（東証グロース・7694）
- 一丸デパート
- 一六堂
- 一家ホールディングス（東証スタンダード・7127）
  - 一家ダイニングプロジェクト（東証1・9266）
- 伊東屋
- IDOM（東証プライム・7599）【中古車販売】
- 今半
- 伊万里玉屋
- 井門グループ
- ILIO
- イリグチ
- 岩間陶器店
- INGS（東証グロース・245A）
- インターメスティック（東証グロース・262A）
- インキューブ
- インポートロッサ

## う
- うかい（東証スタンダード・7621）【レストラン、箱根ガラスの森】
- 梅の花（東証スタンダード・7604）【湯葉・豆腐専門店「梅の花」】
- ヴィア・ホールディングス（東証スタンダード・7918）
- ウイルプラスホールディングス（東証スタンダード・3538）【持株会社】
  - ウイルプラスチェッカーモータース【輸入車ディーラー】
- ヴィレッジヴァンガードコーポレーション（東証スタンダード・2769）【雑貨・書籍・CD販売】
- ウインド・カー【カーシェアリング】
- ヴィノスやまざき
- ヴェルムーア
- WAVE【CD・DVD販売】
- 魚喜（東証スタンダード・2683）【鮮魚、持ち帰り寿司】
- 魚力（東証プライム・7596）【鮮魚、持ち帰り寿司】
- うさぎのしっぽ
- 牛滝まだぁーる
- うんこ (企業)

## え
- SRSホールディングス（旧・サトレストランシステムズ）（東証プライム・8163）【持株会社】
  - サトフードサービス【レストラン「和食さと」】
- エスエルディー（東証スタンダード・3223）【飲食店】
- エクセリ【無線機販売・無線機レンタル】
- ACデコール【ホームセンター】
- ATグループ（名証メイン・8293）【持株会社】
  - 愛知トヨタ自動車【トヨタの自動車販売】
- Aコープゆうべつ
- 永山 (企業)
- エイトワン
- エイムクリエイツ
- ANAP（東証スタンダード・3189）
- エービーシー・マート（東証プライム・2670）【靴販売】
- エー・ピーホールディングス（東証スタンダード・3175）
- エール (京都府)
- 映クラ
- エコス（東証プライム・7520）
- エコノス
- エコプラス
- エスアンドグラフ
- SL Creations
- エステールホールディングス（東証スタンダード・7872）【持株会社】
  - As-meエステール【宝飾品販売】
- エスパル
- エディオン（東証プライム・2730）【家電販売「エディオン」】
  - サンキュー【家電販売「100満ボルト」】
- エヌ・エフ・ユー
- エノテカ (企業)
- エノテカ
- エフ・ディ・シィ・プロダクツ【宝飾品販売「4℃」】
- MRKホールディングス（東証スタンダード・9980）【下着販売】
  - マルコ【下着販売】
- エルアイイーエイチ（旧・東理ホールディングス）（東証スタンダード・5856）
- エルメ【婦人服】
- エルマール
- 遠藤商事
- エンチョー（東証スタンダード・8208）【ホームセンター】

## お
- 大戸屋ホールディングス（旧・大戸屋）（東証スタンダード・2705）【持株会社】
  - 大戸屋【定食店「大戸屋ごはん処」】
- 王将フードサービス（東証プライム・9936）【餃子・中華料理チェーン「餃子の王将」】
- オイシーズ
- オイシックス・ラ・大地（らでぃっしゅぼーや / オイシックスドット大地 ← オイシックス / 大地を守る会）（東証プライム・3182）【通信販売】
- 大網 (企業)
- オーエ【家庭日用品製造・販売】
- オーエー・システム・プラザ
- オーエムツーネットワーク（東証スタンダード・7614）【食肉販売】
- オーエルシー・キッチンテクノ
- 王様のアイディア
- オーシャンシステム（東証スタンダード・3096）
- オートウェーブ（東証スタンダード・2666）【自動車用品販売】
- オートセブン
- オートハマーズ（GSオーディナリー・3081）
- 大光
- オオミヤ
- オカダヤ
- オサダ
- おしゃれかんアルス
- オストジャパングループ
- 小田急商事【チェーンストア「オダキューOX」】
- お茶の井ヶ田
- 小野【手芸センタードリーム】
- オフィス・デポ
- おもちゃのBANBAN
- 小柳出電気商会
- オリジン東秀【総菜販売「オリジン弁当」】
- 音通（東証スタンダード・7647）
- オンリー
- 温泉座

## か
- ガーデン（東証スタンダード・274A）
- 魁力屋（東証スタンダード・5891）
- 関門海（東証スタンダード・3372）【とらふぐ料理専門店「玄品ふぐ」】
- カルラ（東証スタンダード・2789）【和食ファミリーレストラン「まるまつ」】
- かんなん丸（東証スタンダード・7585）【割烹「庄や」のフランチャイジー】
- カーセブンディベロプメント【中古車販売】
- 海渡産業
- 海帆（東証グロース・3133）
- カインズ【ホームセンター「カインズホーム」】
- 加賀アミューズメント
- 角上魚類
- 角弘
- 加古川ヤマトヤシキ
- カツキ
- ガットリベロ
- 金吉商店
- カネ美食品（東証スタンダード・2669）【総菜販売】
- カノー
- カフェ・ノ・バール
- カマタ【プロパンガス販売】（レモンガスのブランドで知られる）
- 加美屋
- 亀屋矢崎商店【酒類販売「輸入酒のかめや」】
- カラマツトレイン
- ガリバーインターナショナル → IDOM
- カワチ薬品（東証プライム・2664）
- カンセキ（東証スタンダード・9903）【ホームセンター】

## き
- 木曽路（東証プライム・8160）【レストラン】
- 喜多方ラーメン坂内・小法師【ラーメン屋】
- 銀座ルノアール（東証スタンダード・9853）【喫茶店】
- キンレイ【和食ファミリーレストラン「かごの屋」】
- ギフトホールディングス（東証プライム・9279）【ラーメン屋】
- 木内 (企業)
- 喜多商店
- きちりホールディングス（東証スタンダード・3082）
- 紀ノ国屋【高級食料品店】
- 紀伊國屋書店【書店】
- GIFUSHO
- キャビン【婦人服】
- キヤノンシステムアンドサポート【キヤノン製品の販売・サービス・サポート、及びメンテナンス】
- キャスキッドソンジャパン
- キヤノンシステムアンドサポート
- CAPITA（旧・ダイヤ通商）（東証スタンダード・7462）【ガソリンスタンド】
- キャメル珈琲
- キャラアニ
- 鳩居堂
- 九九プラス【コンビニエンスストア「SHOP99、ローソンストア100」】
- キューブ (小売業)（東証グロース・7112）
- 共栄海運
- 玉林堂
- キリン堂ホールディングス【持株会社】
  - キリン堂【ドラッグストア】
- 近鉄リテーリングホールディングス【持株会社】
  - 近鉄リテーリング【サービスエリア、レストラン】
- 京樽
- 銀座千疋屋
- 銀座山形屋（東証スタンダード・8215）【紳士服】

## く
- クオールホールディングス（東証プライム・3034）
- 串カツ田中ホールディングス（東証スタンダード・3547）【持株会社】
  - 串カツ田中【飲食店】
- クスリのアオキホールディングス（東証プライム・3549）【持株会社】
  - クスリのアオキ【ドラッグストア】
- グッドコム
- グッドスピード
- 久米商店【家具、人形、ホームファッション商品の販売】
- クラシコム（東証グロース・7110）
- くら寿司（東証プライム・2695）【回転寿司】
- クラダシ（東証グロース・5884）
- クラフト【ドラッグストア】
- クリエイトSDホールディングス（東証プライム・3148）
  - クリエイトエス・ディー【ドラッグストア】
- クリエイト・レストランツ・ホールディングス（東証プライム・3387）【持株会社】
  - クリエイト・レストランツ【飲食店】
  - クリエイト・ダイニング【飲食店】
  - SFPホールディングス（旧・SFPダイニング）（東証プライム・3198）【飲食店】
    - SFPダイニング
- グリーンアンドアーツ
- クルーズ・ジャパン
- クルーバー（東証スタンダード・7134）
- クレックス【プロパンガス販売】
- グルメ杵屋（東証プライム・9850）【うどん・そば屋】
- グローバルダイニング（東証スタンダード・7625）【レストラン・カフェ】
- 京ろまん

## け
- 元気寿司（東証スタンダード・9828）【回転寿司】

- 京王アートマン【生活雑貨】
- 京王書籍販売【書店「啓文堂書店」】
- K-GOLDインターナショナル（GSエマージング・2679）
- KTCホールディングス
- KFLORIST
- ケーオー商事
- KEYUCA
- ケーズホールディングス（東証プライム・8282）【家電販売】
- ゲット【ホームセンター】
- ケーユーホールディングス（東証スタンダード・9856）【中古車販売】
- ゲオホールディングス（東証プライム・2681）【持株会社】
  - ゲオ
  - ファミリーブック【書店】
- ケンコーコム【健康食品の通販】
- Genky DrugStores（東証プライム・9267）【持株会社】
  - ゲンキー【ドラッグストア】

## こ
- コインパレス
- 交換できるくん（東証グロース・7695）
- 厚生水産
- 好日山荘【スポーツ用品店】
- GoldPlaza
- COMFORT FACTORY
- コーナン商事（東証プライム・7516）【ホームセンター「ホームセンターコーナン」】
- 幸楽苑ホールディングス（東証プライム・7554）
  - 幸楽苑【ラーメン屋】
- コジマ（東証プライム・7513）【家電販売】
- コジマ【ペット専門店 コジマ】
- コスモス薬品（東証プライム・3349）
- 小僧寿し（東証スタンダード・9973）【持ち帰り寿司チェーン】
- コックス（東証スタンダード・9876）【カジュアル衣料、イオン系】
- コデラ【節句用品、育児・ベビー用品、玩具、季節物の販売】
- コナカ（東証スタンダード・7494）【紳士服販売「紳士服のコナカ」】
- コメ兵ホールディングス（東証スタンダード・2780）【リサイクルショップ】
- コメリ（東証プライム・8218）【ホームセンター】（創業：1952年）（昭和27年）
- ゴトー【レンタルビデオ「TSUTAYA」、古本「ブックオフ」静岡のフランチャイジー】
- ゴルフダイジェスト・オンライン（東証プライム・3319）【ゴルフ用品の通販】
- ゴルフ・ドゥ（名証ネクスト・3032）
- ゴルフパートナー
- コロワイド（東証プライム・7616）【持株会社】
  - カッパ・クリエイト（東証プライム・7421）【回転寿司屋「かっぱ寿司」】
  - レインズインターナショナル【居酒屋「牛角」「土間土間」】

## さ
- サイゼリヤ（東証プライム・7581）【レストラン】
- さかい【焼き肉レストラン】→ジー・テイスト→焼肉坂井ホールディングス
- サンマルクホールディングス（東証プライム・3395）【持株会社】
  - サンマルクカフェ【喫茶店】
- サガミホールディングス（東証プライム・9900）【和食レストラン、旧・サガミチェーン】
- サーラコーポレーション（東証プライム・2734）【プロパンガス販売】
- サイオーシルクサイエンス
- 西條
- 坂口電熱
- さが美グループホールディングス【持株会社】
  - さが美【呉服・毛皮販売】
- ザ・クロックハウス
- サザビーリーグ【生活雑貨販売「SAZABY」「Afternoon Tea」】
- サックスバー ホールディングス（東証プライム・9990）
  - 東京デリカ【バッグ販売】
- サツドラホールディングス（東証スタンダード・3544）【持株会社】
  - サッポロドラッグストアー【ドラッグストア】
- サトウ花店
- サンオータス（東証スタンダード・7623）【ガソリンスタンド】
- SANKO MARKETING FOODS（東証スタンダード・2762）
- 三交クリエイティブ・ライフ
- 三交シーエルツー
- 三省堂書店【書籍販売】
- サンデー（東証スタンダード・7450）【ホームセンター】
- サンドラッグ（東証プライム・9989）【ドラッグストア】
- 三洋堂ホールディングス（東証スタンダード・3058）【書籍販売】
- サン宝石
- サンリオ
- サンレジャン
- さんわグループ
- サンワカンパニー（東証グロース・3187）【建築資材インターネット通信販売】

## し
- ジー・ネットワークス【麺料理「長崎ちゃんめん」ほか】→ジー・テイスト→焼肉坂井ホールディングス
- G-7ホールディングス（東証プライム・7508）
- シー・ヴイ・エス・ベイエリア（東証スタンダード・2687）【東京と千葉のコンビニエンスストア「ローソン」フランチャイジー】
- GMAジャパン
- シーティーエス (長野県)
- CFSコーポレーション【静岡、神奈川地盤のドラッグストア、旧ハックイシダ】→ウエルシア薬局
- シーズメン（東証スタンダード・3083）
- ジーフット（東証スタンダード・2686）【靴販売】
- シーマ→NEW ART
- ジェーソン（東証スタンダード・3080）
- JFLAホールディングス（東証スタンダード・3069）【持株会社】
  - ジャパン・フード＆リカー・アライアンス（東証２・2538）【持株会社】→ JFLAホールディングス
    - 盛田【食料品】
- JBイレブン（名証メイン・3066）
- ジェイグループホールディングス（東証グロース・3063）
- ジェネレーションパス（東証グロース・3195）
- ジェイアール東日本商業開発
- ジェイ・リスト
- ジェノバ (企業)
- シグマ・ゲイン【旧・中川無線電機】
- 静岡スバル自動車【自動車販売】
- ジパング【カーテンDO!】
- ジパング (東京都)【かつてテレビ通販「プライムショッピング」他を運営】→鉱業
- しまむら（東証プライム・8227）【衣料品販売】
- しまの会社
- シムリー【女性向カタログ通販】
- 下村時計店
- ジモス【化粧品・健康食品通販】
- Japan Eyewear Holdings（東証スタンダード・5889）
- ジャパンクラフトホールディングス（旧藤久ホールディングス）（東証スタンダード・7135）
  - 藤久【手芸用品販売「手芸センタートーカイ」】
- ジャパンミート
- ジャムホームメイド
- 寿草園薬局【漢方薬局を展開】
- 寿浅グループ
- シューマート
- ジュエリーフォンド
- シュッピン
- ジュピターコーヒー
- シュッピン（東証プライム・3179）
- ジュネックス【複製版画の販売（人気絵師専門）】
- ジュンテンドー（東証スタンダード・9835）【ホームセンター】
- ジョイフル（福証・9942）【ファミリーレストラン】
- ジョイフル本田（東証プライム・3191）【ホームセンター】
- 上新電機（東証プライム・8173）【家電販売】
- JEUGIA【楽器・CD・ビデオソフト販売】
- ショクブン（東証スタンダード・9969）【惣菜宅配】
- 書泉【書籍販売】
- ショップベル【ショッピングモール】
- シルバーライフ（東証スタンダード・9262）
- ジンズホールディングス（旧ジェイアイエヌ → ジンズ）（東証プライム・3046）
- 新星堂【CD・ビデオソフト販売】

## す
- すかいらーくホールディングス（東証プライム・3197）【ファミリーレストラン】
- スターバックス コーヒー ジャパン【喫茶店】
- 水金地火木土天冥海【セレクトショップ】
- 杉山フルーツ
- スギホールディングス（東証プライム・7649）【ドラッグストア】
- スギヤマ薬品【ドラッグストア、調剤専門薬局】
- スクロール（東証プライム・8005）【カタログ通信販売】
- スタイライフ
- スタジオアタオ（東証グロース・3550）
- スターネスジャパン
- スタンバイ (アミューズメント機器)
- STEILAR C.K.M→夢みつけ隊
- STUDIOUS→TOKYO BASE
- ステラ・グループ
- ストリーム（東証スタンダード・3071）
- ステラ・グループ
- スマイルズ
- 酢屋
- 3COINS
- 須原屋【書籍販売】

## せ
- 世界堂
- 石央瓦販売
- ゼットン【飲食店運営】
- セコマ【持株会社】
  - セイコーマート【コンビニエンスストア】
- セキチュー（東証スタンダード・9976）【ホームセンター】
- ゼネラル・オイスター（東証グロース・3224）【持株会社】
  - ヒューマンウェブ【オイスターバー】
- ゼビオホールディングス（東証プライム・8281）
  - ゼビオ【スポーツ用品販売 元紳士服販売】
- 千趣会（東証スタンダード・8165）【カタログ通信販売】
- 全日食チェーン
- 千疋屋

## そ
- ZOA（東証スタンダード・3375）【コンピュータ及びその周辺機器販売】
- ZOZO（旧スタートトゥデイ）（東証プライム・3092）
- 総合メディカル
- ソフマップ【パソコン専門店】
- 創輝 (八王子市の企業)
- ソシオコーポレーション
- ソニーマーケティング
- ゾノトーン

## た
- 大庄（東証スタンダード・9979）【居酒屋「庄や」】
- タスコシステム【居酒屋「高田屋」「とり鉄」】
- 第一三共ヘルスケアダイレクト（旧・アイム / アイジェイホールディングス ← イマージュホールディングス）【通販】
- ダイナックホールディングス【バーを展開、サントリーグループ】
- ダイゴ
- 大黒屋 (チケット)
- 大黒屋グローバルホールディング
- 大黒屋ホールディングス（東証スタンダード・6993）（旧：森電機→アジアグロースキャピタル）
- 大黒流通チェーン
- 大心中井薬品
- タイヘイ
- タイム (小売業)
- ダイリキ
- DAIWA CYCLE（東証グロース・5888）
- タカキュー（東証スタンダード・8166）【紳士服販売】
- 竹中庭園緑化
- たち吉
- タックルベリー
- ダッツ（GSエマージング・3336）
- ダブルエー（東証プライム・7683）
- WDI（東証スタンダード・3068）
- タブリエ・マーケティング
- たまゆら (企業グループ)
- タム・タム
- 樽石
- タルボットジャパン
- タンゴヤ（東証スタンダード・7126）
- 鍛造指輪 (企業)

## ち
- 力の源ホールディングス（東証プライム・3561）【ラーメン店「博多一風堂」】
- チムニー（東証スタンダード・3178）【居酒屋「はなの舞」「こだわりやま」】
- 銚子丸（東証スタンダード・3075）
- チヨダ（東証プライム・8185）【靴・玩具販売「靴チヨダ」「東京靴流通センター」「ハローマック」】
- 中央コンタクト
- 中部電材
- 中文産業

## つ
- ツルハホールディングス（東証プライム・3391）【持株会社】
  - ツルハ【ドラッグストア】
  - ツルハグループドラッグ&ファーマシー西日本【ドラッグストア】
- つえ屋
- つちや (長野市)
- 坪井商店
- つるや (靴屋)

## て
- DDホールディングス（東証プライム・3073）
  - ダイヤモンドダイニング
- TRNコーポレーション
- テンコーポレーション【天丼店「てんや」】
- テンアライド（東証スタンダード・8207）【居酒屋「天狗」】
- DCMホールディングス（東証プライム・3050）【持株会社、旧DCM Japanホールディングス】
  - DCMカーマ【ホームセンター】
  - DCMダイキ【ホームセンター】
  - DCMホーマック【ホームセンター】
  - DCMサンワ【ホームセンター】
  - DCMくろがねや【ホームセンター】
  - ケーヨー（東証プライム・8168）【ホームセンター】
- ディアスワタナベ
- ティー・アンド・ジー
- テイスター
- ティーライフ（東証スタンダード・3172）【通販】
- ディーワンダーランド
- テイツー（東証スタンダード・7610）【古書店「古本市場」】
- DINOS CORPORATION【通販】フジ・メディア・ホールディングスの完全子会社
- デジアラホールディングス
- デファクトスタンダード (企業)
- テルウェル西日本
- 店研創意
- デンコードー【家電販売】

## と
- どん【ステーキレストラン】
- 東天紅（東証スタンダード・8181）【中華レストラン】
- 東和フードサービス（東証スタンダード・3329）【飲食店「スパゲッティ屋ドナ」「ダッキーダック」】
- ドトール・日レスホールディングス（東証プライム・3087）【持株会社】
  - ドトールコーヒー【喫茶店】
  - 日本レストランシステム【レストラン「洋麺屋五右衛門」「モーツアルト」】
- 鳥貴族ホールディングス（東証プライム・3193）【持株会社】
  - 鳥貴族【居酒屋】
- TORICO（東証グロース・7138）
- トリドールホールディングス（東証プライム・3397）【持株会社】
  - トリドールジャパン【「丸亀製麵」等を運営】
- 東京一番フーズ（東証スタンダード・3067）
- トーエル
- トーエル（東証スタンダード・3361）【プロパンガス販売】
- トータル・メディカルサービス
- 21LADY→ヒロタグループホールディングス
- 東葛ホールディングス（東証スタンダード・2754）【自動車販売】
- TOKYO BASE（東証プライム・3415）
- 東京靴
- 東京デリカ
- 東信水産
- 東都クリエート
- 東武商事
- 東洋肉店
- とくし丸
- としまや商事
- ドジャース商事
- トップカルチャー（東証スタンダード・7640）【書店「蔦屋書店」】
- トピコ
- トマス・アンド・アグネス
- 富澤商店
- 冨田屋
- トヨタエルアンドエフ鹿児島
- トヨタL&F近畿
- トヨタエルアンドエフ熊本
- トヨタL&F中部
- トヨタエルアンドエフ東京
- トヨタエルアンドエフ兵庫
- トヨタエルアンドエフ福岡
- トヨタエルアンドエフ和歌山
- ドラゴンキューブ
- トラスト（東証スタンダード・3347）【中古車輸出】
- トリゼンフーズ
- トレジャー・ファクトリー（東証プライム・3093）
- どんどん (弁当屋)

## な
- ナイスクラップ【婦人服販売】
- 中田商店
- 中田図書販売
- 中野ロープウェイ
- 奈交サービス
- ナシヨナル物産
- ナショナル麻布
- ナチュラルローソン
- ナチュラム
- NATTY SWANKYホールディングス（東証グロース・7674）
- ナフコ（東証スタンダード・2790）【家具販売、ホームセンター】
- 奈良ニシカワ
- ナルミヤ・インターナショナル（東証スタンダード・9275）【子供服】

## に
- 二木の菓子
- ニシケン
- 西松屋チェーン（東証プライム・7545）【ベビー用品販売】
- ニチリョク（東証スタンダード・7578）【墓地・墓石販売】
- 日産東京販売ホールディングス（東証スタンダード・8291）【自動車販売】
- 日本瓦斯（東証プライム・8174）【プロパンガス販売】
- ニッケン文具
- ニトリホールディングス（東証プライム・9843)
  - ニトリ【家具販売】
  - 島忠【ホームセンター】
- 日本オプティカル
- 日本KFCホールディングス【ファストフード】
- 日本調剤（東証プライム・3341）【調剤薬局】
- 日本テレフォンショッピング
- 日本ビデオ販売
- 日本トイザらス【玩具販売】
- 日本マクドナルドホールディングス（東証スタンダード・2702）【持株会社】
  - 日本マクドナルド【ファストフード】
- ニュー・クイック
- ニュータウン商事
- NEW ART HOLDINGS（東証スタンダード・7638）【宝飾品販売】（旧NEW ART）

## ね
- ネクステージ (自動車販売)（東証プライム・3186）【中古車販売】
- NERU

## の
- ノジマ（東証プライム・7419）【家電販売】
- ノヴィル
- 野川商事 (山形県)

## は
- パーク・コーポレーション
- ハークスレイ（東証スタンダード・7561）
- バースデー
- ハードオフコーポレーション（東証プライム・2674）【中古家電の買い取り・販売】
- バーニーズジャパン
- バイカーズ
- ハイブクリエーション
- ハイランドグループ
- ハウス オブ ローゼ（東証スタンダード・7506）【化粧品小売】
- 白水 (呉服店)
- 白鳩（東証スタンダード・3192）
- 博品館
- パステル (雑貨店)
- パシフィックネット（東証スタンダード・3021）【中古パソコン販売】
- はせがわ（東証スタンダード・8230）【仏壇・仏具販売「お仏壇のはせがわ」】
- はせ川コーポレーション
- バッファロー（東証スタンダード・3352）【カー用品】
- パックスラジオ
- 服部商店
- バナーズ（東証スタンダード・3011）
- ハナテン【中古車販売】
- ハニーズホールディングス（東証プライム・2792）【婦人衣料品販売】
- ハブ（東証スタンダード・3030）
- VARTIX
- バナナフレーバース
- 花由
- Hamee（東証スタンダード・3134）
- バニッシュ・スタンダード
- ハリカ
- パリミキホールディングス（東証スタンダード・7455）
  - パリミキ【メガネ販売「メガネのパリ ミキ」】
- バルス (企業)
- パルグループホールディングス（東証プライム・2726）【持株会社】
  - パル【女性向け雑貨販売】
- バルニバービ（東証グロース・3418）
- ハルメクホールディングス（東証グロース・7119）
  - ハルメク
- はるやまホールディングス（東証スタンダード・7416）【持株会社】
  - はるやま商事【紳士服販売「紳士服はるやま」】
- パレモ・ホールディングス（東証スタンダード・2778）【婦人衣料品販売】
- バローホールディングス（東証プライム・9956）【持株会社】
  - ホームセンターバロー【ホームセンター・ペットショップ】
  - アレンザホールディングス（旧・ダイユー・リックホールディングス）（東証プライム・3546）【持株会社】
    - ダイユーエイト【ホームセンター】
    - タイム（旧・リックコーポレーション）【ホームセンター、ペットショップ】
- バロックジャパンリミテッド（東証プライム・3548）【衣料品販売】
- 阪神調剤薬局【ドラッグストア】
- ハンコヤドットコム
- ハンズ【生活雑貨販売】
- ハンズマン（東証スタンダード・7636）【ホームセンター】

## ひ
- ビー・エッチ・シー
- ピーシーデポコーポレーション【パソコン販売】
- 光フードサービス（東証グロース・138A）
- ビジョナリーホールディングス【持株会社】
  - メガネスーパー【メガネ販売】
- ビジョンメガネ【メガネ販売】
- ビックカメラ（東証プライム・3048）【家電販売】
- ビデオ近畿
- BIGLEMON
- BEENOS（東証プライム・3328）【共同購入、旧ネットプライスドットコム】
- ビバホーム
- ヒマラヤ（東証スタンダード・7514）【スポーツ用品】
- HYUGA PRIMARY CARE（東証グロース・7133）
- ヒラキ（東証スタンダード・3059）【靴販売】
- ひらまつ（東証スタンダード・2764）
- 日比谷花壇
- 広島イエローハット（旧・モンテカルロ）【自動車用品販売】
- ヒロタグループホールディングス（名証ネクスト・3346）【洋菓子販売 「ヒロタ」の親会社】

## ふ
- ファーストリテイリング（東証プライム・9983）【持株会社】
  - ユニクロ【衣料品販売】
  - ジーユー【衣料品販売】
- ファーマライズホールディングス（東証スタンダード・2796）【持株会社】
  - ファーマライズ【調剤薬局・ドラッグストア】
  - next PH【調剤薬局】
- ファミリー【輸入車販売】
- ファミリーマート【コンビニエンスストア】
  - サークルKサンクス→ファミリーマート
- ファンデリー（東証グロース・3137）
- ファイブニーズ
- FALCONER
- フィットハウス
- フェリシモ（東証スタンダード・3396）【通信販売】
- フェスタリアホールディングス（東証スタンダード・2736）【持株会社】
  - サダマツ【宝飾品販売】
- フォーシーズホールディングス（旧・フェヴリナホールディングス）（東証スタンダード・3726）
- ふかうら開発
- 福田商事
- フジホールディングス
- フジ・コーポレーション（東証プライム・7605）【自動車用品販売】
- 富士山マガジンサービス（東証グロース・3138）
- フジタコーポレーション（東証スタンダード・3370）【ファーストフード・レストラン・レンタルビデオ・複合カフェ】
- 富士バイオメディックス【調剤薬局】
- 武州養蜂園【はちみつ・ローヤルゼリーの販売】
- VTホールディングス（東証プライム・7593）【自動車販売】
- フタタ【紳士服販売】
- フタバ (愛知県)
- ぷちショップ
- Puchinya
- 府中特産品直売所
- FOOD & LIFE COMPANIES（東証プライム・3563）【持株会社】
  - あきんどスシロー【回転寿司「あきんど」「スシロー」】
- 鮒佐
- ブティックス（東証グロース・9272）
- ブックオフグループホールディングス（東証プライム・9278）【古書店】
  - ブックオフコーポレーション【古書店】
- Francfranc（旧・バルス）【女性向け生活雑貨販売】
- プライスクラブ
- プライム・スター
- プラザ (雑貨店)
- Francfranc
- プリモグローバルホールディングス（東証スタンダード・367A）
- プリントネット（東証スタンダード・7805）
- プレナス【弁当屋「ほっともっと」】
- BroadBank
- プログレスインターナショナル
- 文教堂グループホールディングス（東証スタンダード・9978）【書店】

## へ
- ベガコーポレーション（東証グロース・3542）【家具のネット通販】
- 碧 (那覇市の企業)
- ベクター（東証スタンダード・2656）【コンピュータソフトのダウンロード販売】
- ベストバイ (日本)
- ペッツファースト
- ペットゴー（東証グロース・7140）
- ペットリゾートカレッジ
- ペッパーフードサービス （東証スタンダード・3053）
- ベリテ（東証スタンダード・9904）【宝飾品・時計販売】
- ベルーナ（東証プライム・9997）【通信販売】

## ほ
- HOYA（東証プライム・7741）【コンタクトレンズ販売「アイシティ」】
- ホットマン（東証スタンダード・3190）【自動車用品販売等】
- ホビーオフ【中古玩具の買い取り・販売】
- ポプラ（東証スタンダード・7601）【コンビニエンスストア】
- ほぼ日（東証スタンダード・3560）
- 冒険王 (玩具小売)
- 宝石広場
- ホクレン商事
- 本間物産

## ま
- マーケットエンタープライズ（東証プライム・3135）
- マガシーク
- マックハウス（東証スタンダード・7603）【衣料品販売 靴販売「チヨダ」子会社】
- マツキヨココカラ&カンパニー（東証プライム・3088）
  - マツモトキヨシ【ドラッグストア】
  - ココカラファイングループ【以下のドラッグストアを傘下に持つ持株会社】
    - ココカラファイン
    - ジップドラッグ
    - セイジョー
    - ドラッグセガミ
    - ライフォート
- 松田ペット
- マナベインテリアハーツ
- 丸千代山岡家（東証スタンダード・3399）
- 丸善CHIホールディングス（東証スタンダード・3159）
  - 丸善【文房具販売、出版】
  - ジュンク堂書店【書籍販売】
- 丸久
- 丸金浅野商事
- マルコ (企業)
- 丸昌
- 丸大 (新潟県)
- マルチビッツ
- マルツエレック
- マルツ電波
- 丸中
- 万惣商事
- まんだらけ（東証スタンダード・2652）【古本・同人誌・キャラクターグッズ販売】

## み
- ミアヘルサホールディングス（東証スタンダード・7129）
- 三浦屋【高級食料品】
- ミサワ（東証スタンダード・3169）
- ミツウロコプロビジョンズ
- 三尾屋
- みつわ【ホームセンター】
- ミドリ薬品
- みのや

## む
- 村内ファニチャーアクセス【家具・インテリア販売】

## め
- 明治屋
- メガネトップ【メガネ販売】
- メディカル一光グループ（東証スタンダード・3353）【ドラッグストア】
- メディカルシステムネットワーク（東証スタンダード・4350）
- メディカルアート
- メリーアン (小売店)【20〜25歳向け、婦人服販売店】→そごう・西武
- メルクロス【食品、寝装品、繊維材料、扇子、その他工芸品等販売】

## も
- 物語コーポレーション（東証プライム・3097）
- MonotaRO（東証プライム・3064）【間接資材MRO通信販売】

## や
- 焼肉坂井ホールディングス（旧・ジー・テイスト）（東証スタンダード・2694）【居酒屋「とりあえず吾平」、 回転寿司「平禄寿司」、焼肉屋さかい】
- 薬王堂ホールディングス（東証プライム・7679）
  - 薬王堂
- ヤナセ【輸入車販売】
- 山一織物
- YAMAGIWA
- ヤマダホールディングス（東証プライム・9831）
  - ヤマダデンキ【家電販売】
  - ベスト電器【家電販売】
  - 大塚家具【家具販売】→ ヤマダデンキ
- 大和屋時計店
- 山梨物産
- 山野楽器【楽器・CD・ビデオソフト販売】
- ヤマノホールディングス（東証スタンダード・7571）【和装品販売の持株会社】
- 八幡物産
- やまや（東証スタンダード・9994）【酒店】

## ゆ
- ユアーズ・バリュー
- YU-WA Creation Holdings（東証スタンダード・7615）
  - 京都きもの友禅
- ユナイテッドアローズ（東証プライム・7606）【衣料品販売】
- ユーエスマート
- ユザワヤ
- yutori（東証グロース・5892）
- ユニフォームネクスト（東証グロース・3566）【衣料品販売】
- ユニマットライフ【自動販売機オペレータ】
- 夢展望（東証グロース・3185）【衣料品販売】
- 夢みつけ隊（東証スタンダード・2673）【通信販売】
- 夢や

## よ
- 吉運堂
- よーじや
- ヨシケイ
- ヨシックスホールディングス（東証プライム・3221）
- ヨドバシカメラ【家電販売】
- ヨンドシーホールディングス（東証プライム・8008）

## ら
- ライコランド
- RIZAPグループ（札証アンビシャス・2928）
  - REXT【持株会社】
    - ジーンズメイト【衣料品販売】
    - HAPiNS【雑貨販売】（旧パスポート）
    - ワンダーコーポレーション【ゲームソフト販売】
- ライトオン（東証スタンダード・7445）【衣料品販売】
- ライフフーズ（東証スタンダード・3065）
- ラオックスホールディングス（東証スタンダード・8202）【家電販売】
- ラグネットジャパン
- らでぃっしゅぼーや → オイシックス・ラ・大地
- ラネット
- ラベイユ
- ランドフローラ

## り
- リヴァンプ
- リオチェーンホールディングス【婦人服販売】
- リグナ
- Little Berry【衣料品販売】
- リネットジャパングループ（東証グロース・3556）
- リブート (企業)
- リラィアブル
- 良品計画（東証プライム・7453）【雑貨販売「無印良品」】
- リンク・セオリー・ホールディングス

## れ
- レッドバロン【自動車・バイク販売】
- レイジースーザン
- レデイ薬局
- レモン画翠

## ろ
- ロイ電器
- ロイヤルクイーン
- ローソン【コンビニエンスストア】
- ローソンストア100
- ロキテクノ
- ロコンド（東証グロース・3558）
- ロジャース

- ロフト (雑貨店)

## わ
- ワーカホリックス (企業)
- ワークウェイ
- ワークマン（東証スタンダード・7564）【作業服販売】
- ワイズテーブルコーポレーション（東証スタンダード・2798）【レストラン「XEX」】
- 和心（東証グロース・9271）【衣料品販売】
- 和真【メガネ販売】
- 綿半ホールディングス（東証プライム・3199）
- ワットマン（東証スタンダード・9927）
- ワンダーテーブル【飲食店・ホテル・不動産賃貸】
- 和光 (商業施設)
- わしたショップ

## 百貨店・スーパーマーケット
- 日本の百貨店#日本百貨店協会加盟店
- 日本の百貨店#百貨店協会非加盟店
- 総合スーパー#日本の主な総合スーパー
- スーパーセンター#スーパーセンターの例

（百貨店・スーパー）
- 井筒屋（東証スタンダード・8260）【百貨店】
- 小田急百貨店【百貨店】
- 近鉄百貨店（東証スタンダード・8244）【百貨店】
- 京王百貨店【百貨店】
- さいか屋（東証スタンダード・8254）【百貨店】
- 山陽百貨店【百貨店】
- J.フロント リテイリング（東証プライム・3086）【持株会社】
  - 大丸松坂屋百貨店【百貨店】
  - パルコ【衣料品販売】
- そごう・西武（ミレニアムリテイリング、西武百貨店、そごうで合併）
- 大和（東証スタンダード・8247）【百貨店】
- ダイシン百貨店
- 髙島屋（東証プライム・8233）【百貨店】
- 鶴屋百貨店【百貨店】
- 天満屋【百貨店】
- 東急百貨店【百貨店】
- ながの東急百貨店【百貨店】
- 福田屋百貨店【百貨店販売】
- 松屋（東証プライム・8237）【百貨店】
- 丸井グループ（東証プライム・8252）
  - 丸井【百貨店】
- 丸栄【百貨店】
- 三越伊勢丹ホールディングス（東証プライム・3099）
  - 三越伊勢丹【百貨店】
  - 岩田屋三越【百貨店「岩田屋」「福岡三越」】
- 山交百貨店【百貨店】
- アークス（東証プライム・9948）【持株会社】
  - ラルズ【スーパーマーケット】
  - 東光ストア【スーパーマーケット】
  - 道東アークス【スーパーマーケット】
  - 福原【スーパーマーケット】
  - 道北アークス【スーパーマーケット】
  - 道南ラルズ【スーパーマーケット】
  - ユニバース【スーパーマーケット】
  - ベルジョイス【スーパーマーケット】
  - みずかみ【スーパーマーケット】
- アオキスーパー【スーパーマーケット】
- アクシアル リテイリング（旧・原信ナルスホールディングス）（東証プライム・8255）【食品スーパーマーケット】
- アルピコホールディングス（東証スタンダード・297A）【持株会社】
  - デリシア【食品スーパーマーケット】
- イオン（旧・ジャスコ ← 岡田屋）（東証プライム・8267）【持株会社】
  - イオン北海道（東証スタンダード・7512）【大型スーパーマーケット「イオン」】
  - イオン東北（旧・マックスバリュ東北）【スーパーマーケット】
  - イオン九州（東証スタンダード・2653）【大型スーパーマーケット「イオン」】
  - イオンマーケット【スーパーマーケット】
  - ウエルシアホールディングス（東証プライム・3141）【持株会社】
    - ウエルシア薬局【ドラッグストア】

  - ダイエー【大型スーパーマーケット】
  - フジ【スーパーマーケット】
  - マックスバリュ東海（東証スタンダード・8198）【スーパーマーケット】
  - ミニストップ（東証プライム・9946）【コンビニエンスストア】
  - ユナイテッド・スーパーマーケット・ホールディングス（東証スタンダード・3222）【持株会社】
    - カスミ【スーパーマーケット】
    - マックスバリュ関東【スーパーマーケット】
    - マルエツ【スーパーマーケット】
    - いなげや【スーパーマーケット】
- イズミ（東証プライム・8273）【スーパーマーケット】
  - ゆめマート北九州（旧・スーパー大栄）【スーパーマーケット】
- エイチ・ツー・オー リテイリング（東証プライム・8242）【持株会社】
  - 阪急阪神百貨店（旧・阪急百貨店 / 阪神百貨店）【百貨店】
  - 関西フードマーケット
    - 関西スーパーマーケット【スーパーマーケット】
    - イズミヤ・阪急オアシス【スーパーマーケット「イズミヤ」「阪急オアシス」】
- オークワ（東証プライム・8217）【スーパーマーケット】
- オオゼキ【スーパーマーケット】
- Olympicグループ（東証スタンダード・8289）【持株会社】
  - Olympic【スーパーマーケット】
- カネスエ【スーパーマーケット】
- キシショッピングセンター【スーパーマーケット】
- 近鉄リテーリングホールディングス【持株会社】
  - 近商ストア【スーパーマーケット】
- キョーエイ【スーパーマーケット】
- 京成ストア【スーパーマーケット】
- サンエー（東証プライム・2659）【スーパーマーケット】
- JMホールディングス（東証プライム・3539）
  - ジャパンミート【スーパーマーケット】
- 十字屋【スーパーマーケット 元百貨店】
- スーパーバリュー（東証スタンダード・3094）【ホームセンター・スーパーマーケット】
- ゼンショーホールディングス（東証プライム・7550）【持株会社】
  - ジョイマート【スーパーマーケット】
- 西友【大型スーパーマーケット】
- セブン&アイ・ホールディングス（東証プライム・3382）【以下の主要小売・外食企業を傘下に持つ持株会社】
  - イトーヨーカ堂
  - セブン-イレブン
  - デニーズジャパン
  - ヨークベニマル
  - ニッセンホールディングス【カタログ通販】
- 相鉄ローゼン【スーパーマーケット】
- ダイイチ（東証スタンダード・7643）【スーパーマーケット】
- 大黒天物産（東証プライム・2791）【スーパーマーケット】
- タイヨー【スーパーマーケット・茨城県】
- タイヨー【スーパーマーケット・鹿児島県】
- 天満屋ストア（東証スタンダード・9846）【スーパーマーケット】
- 東急ストア【大型スーパーマーケット「とうきゅう」「東急ストア」】
- ドミー【スーパーマーケット】
- とりせん【スーパーマーケット】
- バローホールディングス（東証プライム・9956）【持株会社】
  - バロー【スーパーマーケット】
- ハローズ（東証プライム・2742）【食品スーパーマーケット】
- パン・パシフィック・インターナショナルホールディングス（東証プライム・7532）【持株会社、旧：ドンキホーテホールディングス】
  - 長崎屋【大型スーパーマーケット】
  - ユニー
- PLANT（東証スタンダード・7646）【大型スーパーマーケット】
- フレッシュコーポレーション【スーパーマーケット・レストラン・書店&レンタルビデオ「ファミリーBOOK」を展開】
- ベイシア【スーパーマーケット】
- 平和堂（東証プライム・8276）【スーパーマーケット】
- ベルク（東証プライム・9974）【スーパーマーケット】
- ベルジョイス【スーパーマーケット】
- 北雄ラッキー（東証スタンダード・2747）【スーパーマーケット】
- マミーマート（東証スタンダード・9823）【スーパーマーケット】
- マルヨシセンター（東証スタンダード・7515）【スーパーマーケット】
- ヤオコー（東証プライム・8279）【スーパーマーケット】
- ヤマザワ（東証スタンダード・9993）【スーパーマーケット】
- ヤマナカ（名証メイン・8190）【スーパーマーケット】
- ライフコーポレーション（東証プライム・8194）【スーパーマーケット】
- リオン・ドールコーポレーション【スーパーマーケット】
- リテールパートナーズ（東証プライム・8167）【持株会社】
  - 丸久【スーパーマーケット】
  - マルミヤストア【スーパーマーケット】
  - マルキョウ【スーパーマーケット】
- 両備バス両備ストアカンパニー【スーパーマーケット】

## ディスカウントストア
- アイワールド

- イオンビッグ

- A-Zスーパーセンター

- オーケー
- オサダ
- オーシャンシステム

- ギガマート
- キシフォート
- キンブル

- コメ兵

- ザ・ビッグ
- ザ・プライス

- ジェーソン
- ジャパン (チェーンストア)

- スーパーキッド

- ダイクマ
- 大黒天物産
- ダイレックス (ディスカウントストア)
- 多慶屋

- ツカサ

- ディスカウントスーパーヒーロー

- トポス (ディスカウントストア)
- 西源

- ビッグ・エー
- ヒラキ (企業)

- ミスターマックス・ホールディングス

- メガマート

- リカオー

- ルミエール (ディスカウントストア)

- ロヂャース (小売店)
- ロピア

- ワッツ (企業)（東証スタンダード・2735）

- マキヤ（東証スタンダード・9890）
- パン・パシフィック・インターナショナルホールディングス（東証プライム・7532）【持株会社、旧：ドンキホーテホールディングス】
  - ドン・キホーテ
- トライアルホールディングス（東証グロース・141A）
  - トライアルカンパニー
- ミスターマックス・ホールディングス（東証プライム・8203）
  - ミスターマックス
- ナカヌキヤ

## 酒
- やまや
- やまや関西
- カクヤス
- マインマート
- 大野屋 (酒店)
- リカーショップ小倉屋
- 酒の穀田屋
- 藤桂京伊
- 伏見屋ホールディングス
- リカーマウンテン

## カー用品店
- カー用品#カー用品店

## 楽器店
- 浅野太鼓楽器店
- うつのみや
- エルム楽器
- オカダインターナショナル
- 音楽舎
- カシワヤ楽器
- 煥乎堂
- 菊田雅楽器店
- 黒崎 (楽器店)
- 黒澤楽器店
- サウンドハウス
- 島村楽器
- JEUGIA
- 銀座十字屋 (楽器店)
- 谷口楽器
- 日本ヴァイオリン
- 松尾楽器商会
- 三木楽器
- 村松楽器販売
- ヤマト楽器店
- 山野楽器
- ワタナベ楽器

## 100円ショップ
- 100円ショップ#主な100円ショップ

## 仏壇・仏具店
- 赤澤朝陽

- 泉屋 (仏壇店)

- 太田屋

- 川辺仏壇

- ごくらくや佛檀店
- 小堀 (仏壇・仏具)
- 金剛堂

- 翠雲堂
- ずゞや

- 瀬戸内商店
- セレモアホールディングス

- 滝田商店
- 滝本仏光堂
- 田中伊雅仏具店

- 永田や仏壇店
- 中原三法堂

- 日本堂

- はせがわ
- 浜屋

- ひょうま

- ぶつだんのもり

- 丸喜 (仏壇)

- 三村松

- メモリアルアートの大野屋

- 八木研
- 安田松慶堂
- 柳瀬仏壇

- 吉運堂

## リサイクルショップ
- 古物商#株式市場に上場している大手リサイクルショップ （50音順）

- アースクリエイティブ
- あおい書店

- インバースネット

- 映クラ
- エンジョイオール

- 買取王国　（東証スタンダード・3181）【リサイクルショップ】
- カジ・コーポレーション

- キンブル

- ゲオ

- 光陽商事
- コメ兵

- 上昇 (ゲームソフト販売)

- 生活創庫

- タカヨシ
- たんす屋

- チェリーズマーケット
- ちゃりカンパニー

- テンポスバスターズ

- 闘道館
- ドラゴンキューブ
- DORAMA
- トレジャー・ファクトリー
- Don Don up

- ナビ家電

- ハードオフコーポレーション
- ハディズ・インターナショナル

- フジタコーポレーション
- ブックオフコーポレーション

- ベストバイ (日本)

- マンガ倉庫
- 万代 (宮城県)

- ユニバーサルバリュー

- リアロ

- ロック・アライブ・ディスク

- ワットマン

## 写真店
- Template:日本の写真店
- Map Camera
- AEVIC
- 上野撮影局
- 大阪写真会館
- キタムラ・ホールディングス【持株会社】
  - カメラのキタムラ
- カメラのさくらや
- キシフォート
- コイデカメラ
- プラザホールディングス【持株会社】
  - 55ステーション
- サンリフォーム
- シュッピン
- シュティルフリート・アンド・アンデルセン
- スタジオアリス
- 戦国フォトスタジオSAMURAI
- タカチホカメラ
- タカハシカメラ
- チャンプカメラ
- トップカメラ
- ナニワ商会
- 日本ジャンボー
- パレットプラザ
- ビックカメラ
- フジヤカメラ
- Magic Photo
- マルベル堂
- ヨドバシカメラ

## 食材宅配サービス
- 食材宅配サービスを参照